# Escala Z
La escala Z (1:220) es una de las más pequeñas escalas de ferromodelismo disponibles comercialmente, con vía de 6,5 mm de trocha. Los trenes de escala Z operan con corriente continua de 0 a 10 voltios y ofrecen las mismas características de uso y manejo que todas las demás escalas con sistema analógico, corriente continua y vía de dos rieles. Las locomotoras de escala Z pueden ser equipadas con decodificadores basados en microprocesadores para controlar los trenes en forma digital. Los trenes, vías, estructuras y figuras humanas y animales están disponibles fácilmente en estilos europeos, estadounidenses y japoneses de una variedad de fabricantes.